# هافنور يوليوس بيورنسون
هافنور يوليوس يورنسون هو ممثل ولاعب قوة آيسلندي. ولد يوم 26 نوفمبر 1988 في ريكيافيك في آيسلندا. فاز سابقاً بمسابقتي أقوى رجل أوروبي وأقوى رجل في العالم. لعب دور غريغور كليغان في مسلسل صراع العروش.

## روابط خارجية
- هافنور يوليوس بيورنسون على موقع IMDb (الإنجليزية)
- هافنور يوليوس بيورنسون على موقع قاعدة بيانات الفيلم (الإنجليزية)
- هافنور يوليوس بيورنسون على موقع كرة السلة الأوروبية.كوم (الإنجليزية)
- هافنور يوليوس بيورنسون على موقع ريلجم (الإنجليزية)